# See U at the Club
See U at the Club – drugi singel szwedzkiego piosenkarza Darina z czwartego albumu "Flashback". Utwór został wydany w Szwecji 19 stycznia 2009 roku jako digital singel i dotarł tam do dwunastego miejsca zestawienia najpopularniejszych singli.

## Pozycje na listach
| Lista             | Najwyższa pozycja |
| ----------------- | ----------------- |
| Sverigetopplistan | 12                |

## Externa länkar
- Oficjalna strona Darina